# ماركوس هارفي
ماركوس هارفي (بالإنجليزية: Marcus Harvey)‏ هو رسام بريطاني، ولد في 1963 في ليدز في المملكة المتحدة.